# Heterooecium brevispina
Heterooecium brevispina är en mossdjursart som beskrevs av Levinsen 1909. Heterooecium brevispina ingår i släktet Heterooecium och familjen Tendridae. Inga underarter finns listade i Catalogue of Life.